# شبيهات تمساحيات راو
شبيهات تمساحيات راو (الاسم العلمي:†Rauisuchiformes) هي أصنوفة من الزواحف تتبع رتبة السوكيات من الأركوصورات.

## التصنيف
- قريبات تماسيح راو
  - تماسيح راو
    - تمساح راو